# 33-й армійський корпус (Російська імперія)
33-й армійський корпус — загальновійськове з'єднання (армійський корпус) Російської імператорської армії, яке було утворене 3 квітня 1915 року.
Розформований у січні 1918 року.

## Бойові дії
Корпус – активний учасник Задністровської операції 26 квітня – 2 травня 1915 р. Наприкінці квітня 1915 року 9-та армія отримала завдання форсувати Дністер з метою відтягнути на себе частину сил німецької армії, які брали участь у Горлицькому прориві. В операції брали участь 1-ша і 2-га Заамурські піхотні дивізії зі складу корпусу, а також придані зведений кавалерійський корпус і 1-ша та 2-га Заамурські кінні дивізії. Корпус завдав удару в напрямку Городенки. 1-ша і 2-га Заамурські піхотні дивізії, почали форсування річки біля Хмельова вранці 27 квітня (10 травня). Противник був захоплений зненацька. В утворений прорив попрямував зведений кавалерійський корпус із заамурськими кінними полками.
Діяв у грудневій операції 1915 р. на Стрипі.
Корпус брав участь у Брусиловському прориві. 2-га Заамурська піхотна дивізія (разом із 3-ю Заамурською піхотною дивізією із 41-го армійського корпусу) 28 травня (10 червня) відкинули противника з закріплених позицій біля міста Окна. Потім 33-й і 41-й корпуси переслідували австрійців до Заставної.
25 липня (7 серпня) корпус брав участь у бою під Станіславом, де завдав головний удар по групі Кревеля, захопивши надвечір Тлумач.

## Структура
Корпус входив у різні роки до складу:
- 9-ї армії: 20.04.1915 - 1.08.1916
- 7-ї армії: 1.09.1916 - 16.06.1917
- 8-ї армії: 23.07 - грудень 1917

## Командири
- 03.04.1915 — 14.09.1915 — генерал-лейтенант Добротін Сергій Федорович[ru]
- 23.09.1915 — 08.06.1917 — генерал-лейтенант (із 15.01.1917 генерал від інфантерії) Крилов Костянтин Олександрович[ru]
- 19.06.1917 — 07.10.1917 — генерал-лейтенант Самойлов Михайло Костянтинович[ru]
- ?-? — генерал-майор Зайченко Захарій Іванович[ru], тимчасово командував корпусом
- 10.06.1917 - 1918 - генерал-майор — Гордєєв Олександр Дмитрович

### Начальник штабу
- Після Жовтневого перевороту, у грудні 1917 року Геккер Анатолій Ілліч обраний Солдатським з'їздом начальником штабу 33-го корпусу